# Maria Hoofman

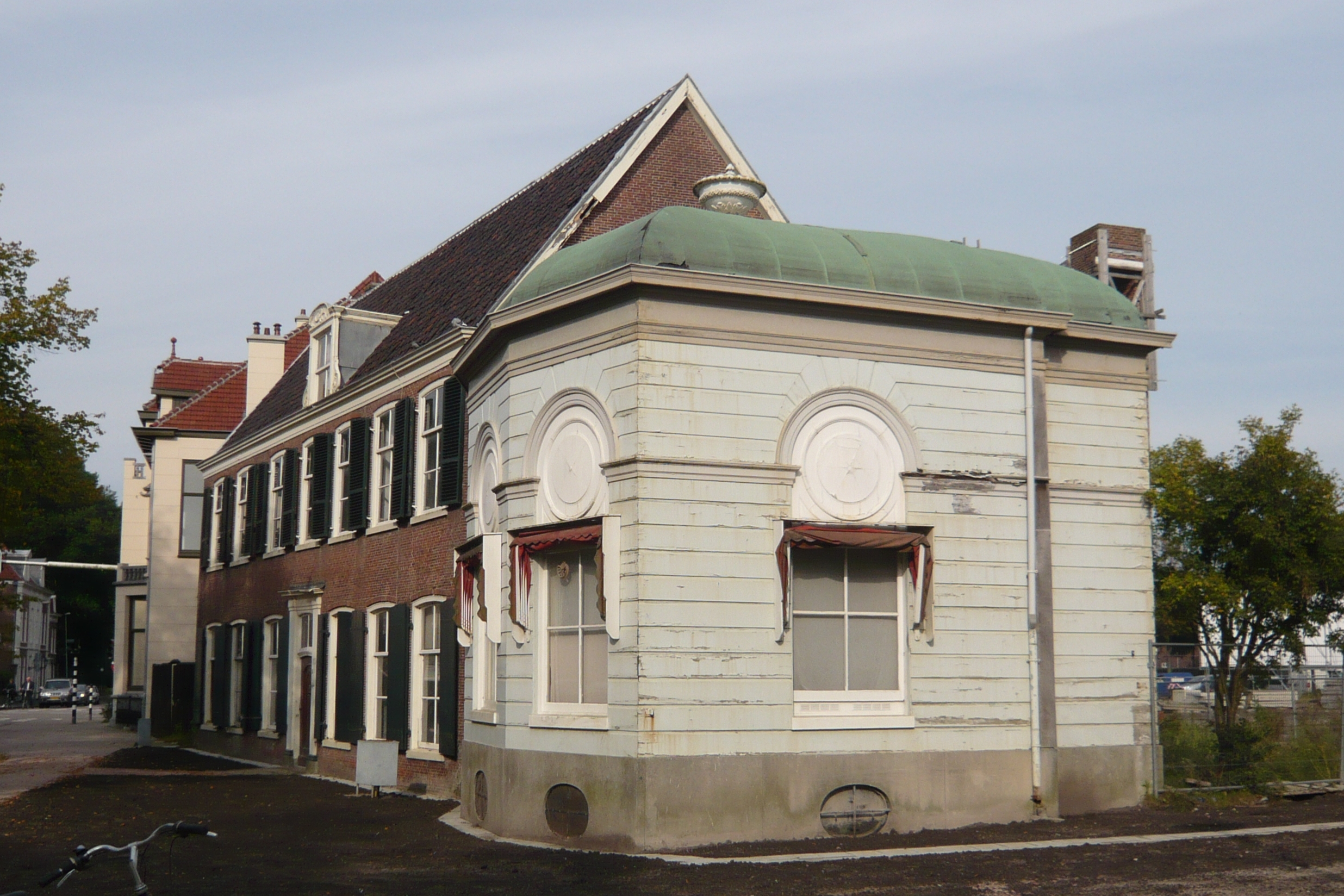
El pequeño pabellón del jardín es todo lo que queda de la finca "Bellevue" de Maria Hoofman.

Maria Hoofman (1776–1845), fue una coleccionista de arte del siglo XIX del norte de los Países Bajos.

## Biografía
Nació en Haarlem como hija de Jacob Hoofman, un coleccionista de arte que era miembro del Trouw moet Blycken y director de la Real Sociedad de Ciencias y Humanidades de Holanda. Poseía obras de los principales maestros holandeses que, en su mayoría, había heredado, entre ellas dos obras de Maria Sibylla Merian que ahora se encuentran en el Museo Teylers. Tras la muerte de Jacob en 1799, Maria heredó la mitad de la colección y su hermana Margaretha la otra mitad, aunque parte de esta mitad volvió a formar parte de la colección en 1807, cuando murió Margaretha.
María nunca se casó, y mandó construir un pequeño pabellón en la Kleine Houtweg de Haarlem según un diseño de Abraham van der Hart. Su colección de arte llenó el vacío que dejó a los visitantes el cierre de la galería de Henry Hope en Villa Welgelegen. Su colección de arte, situada frente a la casa de María, había sido trasladada a Londres en 1794. María era una artista y desde 1822 fue miembro honorario de la Koninklijke Academie voor Beeldende Kunsten de Ámsterdam.
Murió en Haarlem y su colección se vendió

## Antigua colección
Según Adriaan van der Willigen en su Geschiedenis der Vaderlandsche Schilderkunst, su padre tenía dos pinturas de Jan Both y Andries Both, y 4 pinturas de bodegones de frutas y flores de Jan van Huijsum, 2 paisajes de Meindert Hobbema, 2 de Pieter de Hooch, 2 de Adrian van Ostade y 2 de Isaac van Ostade, 2 retratos de Rembrandt y 3 de Jan Steen, 2 de David Teniers y 2 de Adriaen van de Velde .

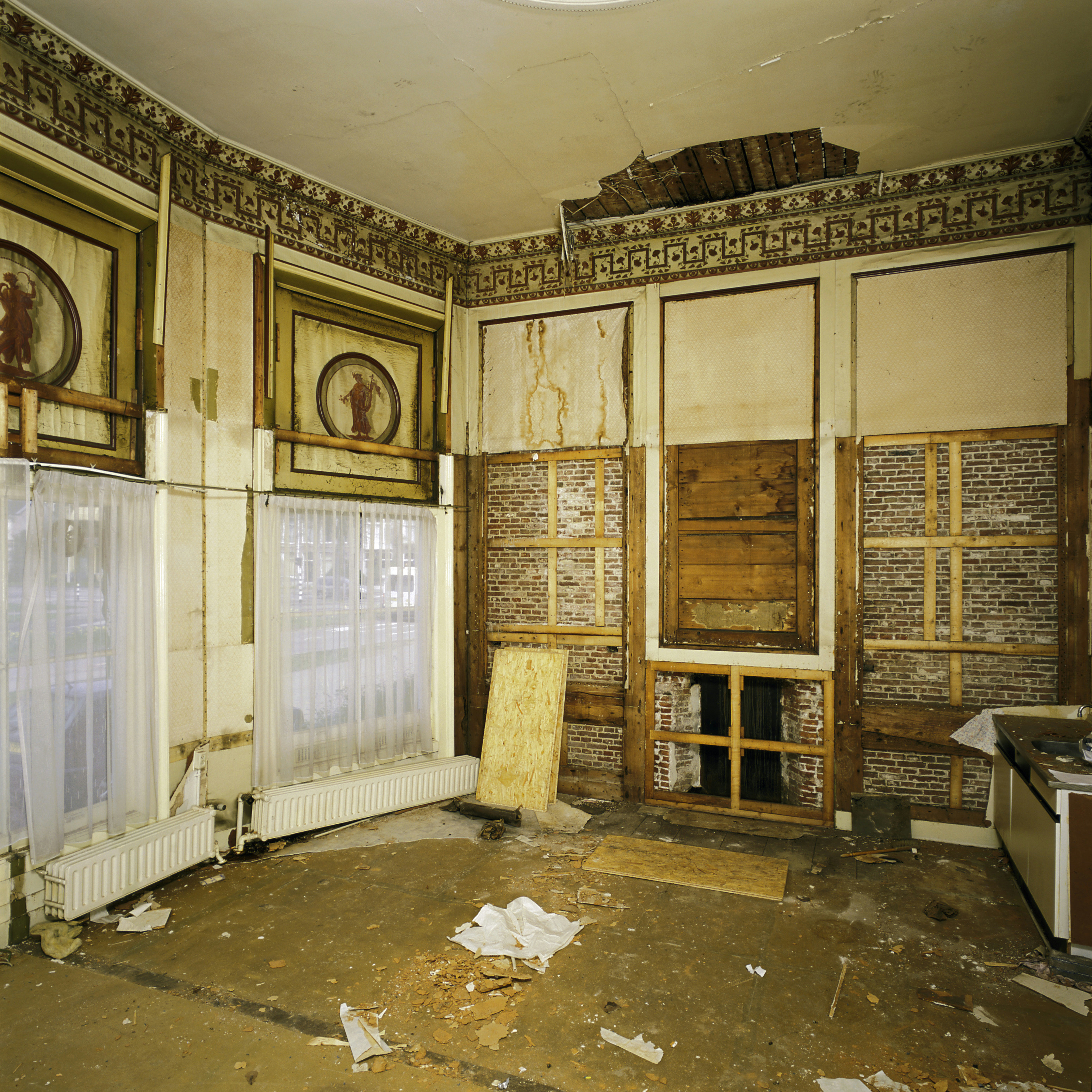
Una inspección reciente ha revelado que parte de la decoración original del pabellón de Jan Kamphuijsen todavía está intacta.
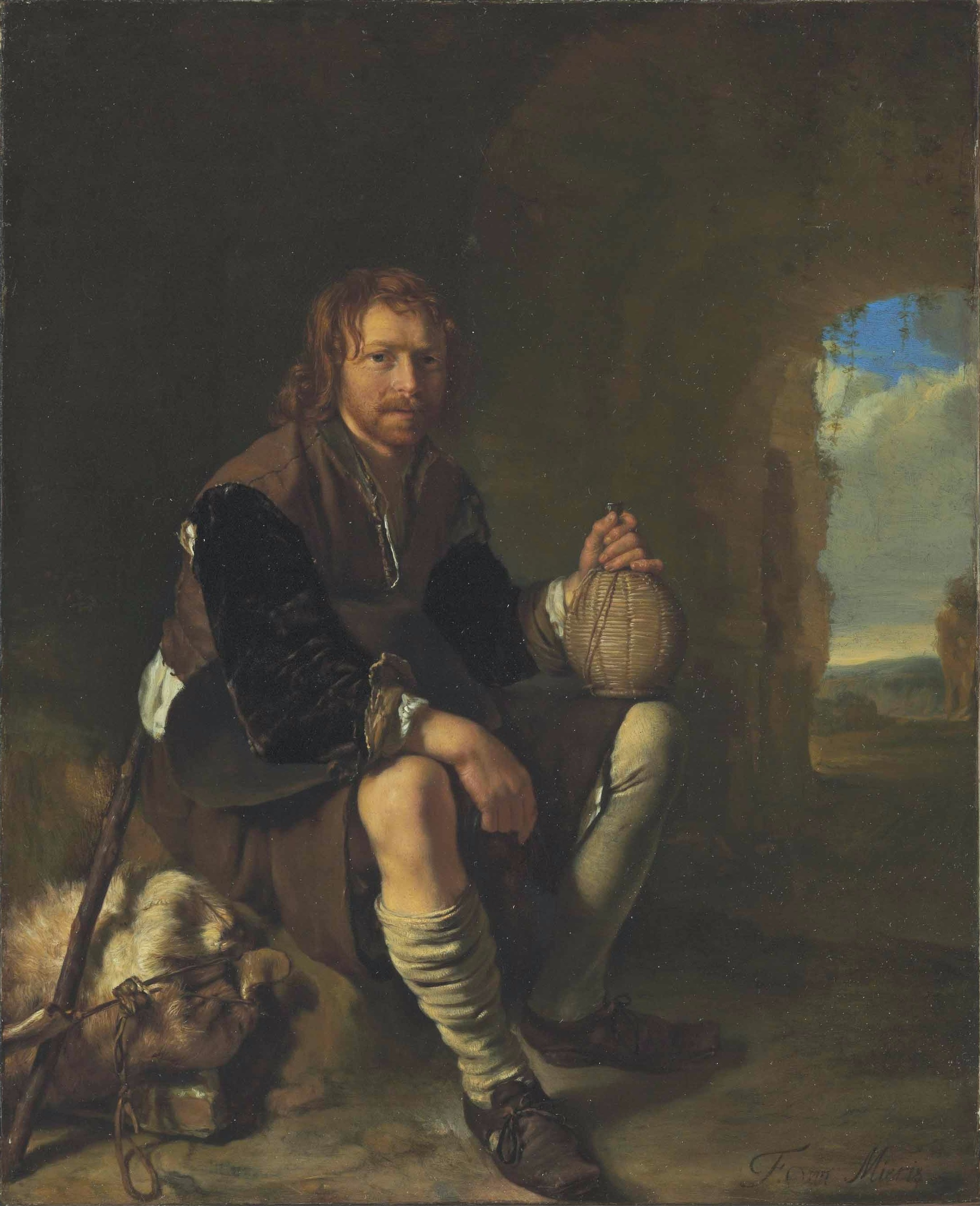
Viajero descansando, de Frans van Mieris el Viejo